# Tudual Huon
Tudal Huon (Brest, 23 de gener de 1953) és un poeta, novel·lista i dibuixant de còmics bretó. És un dels quatre fills de l'escriptor Ronan Huon. Dirigeix la revista Al Liamm d'ençà de la mort del seu pare. Addicionalment, va presidir la d'estudiants i humorística Yod-Kerc'h. Ha il·lustrat nombroses obres recollides en les edicions de la revista i ha creat dos còmics en bretó. L'any 1978, va rebre el premi Langleiz.
A més a més, ensenya anglès i bretó. Està profundament interessat per la literatura de tota mena, pel gal·lès i pel mateix bretó.

## Formació i carrera
Va néixer i criar-se a Bretanya, on va estudiar la primària, la secundària i la universitat. Això no obstant, va estudiar dos anys a Aberteifi: hi feia d'assistent i va començar a aprendre-hi gal·lès, que és una llengua cèltica i, doncs, està emparentada amb el bretó.
Avui dia, gràcies a l'educació que va rebre, es dedica a la docència a Plougastel, no gaire lluny de la seva ciutat natal Brest ni de la seva residència a Dirinon. El 2016, però, després de molts anys d'instruir-hi bretó, es va separar del professorat de l'escola Sainte-Anne.

## Obres il·lustrades
- Bisousig kazh an tevenn d'Abeozen (An Here, 1987)
- Gaovan hag an den gwer de Roparz Hemon (An Here, 1988)
- Rouzig ar gwinver d'Anjela Duval (An Here, 1991)
- Gwrac’h he ribod de Cliodna Cussen (An Here, 1992)
- Plac'hedigoù o ler rous d'Yvon Gourmelon (Al Liamm, 1995)
- Ul labous a varver d'Yvon Crocq (An Here, 1997)
- Ki ar penn marv d'Erwan ar Moal (An Here, 1997)

## Publicacions
- Fri Korloko (Al Liamm, 1975; còmic)
- Ar chalboter hunvreoù (Al Liamm, 1978; novel·la)
- Koumanant echu (Al Lanv, 1994; còmic)
- Glizi, poésies (Mouladuriou Hor Yezh, 1999; poesia)